# Long não

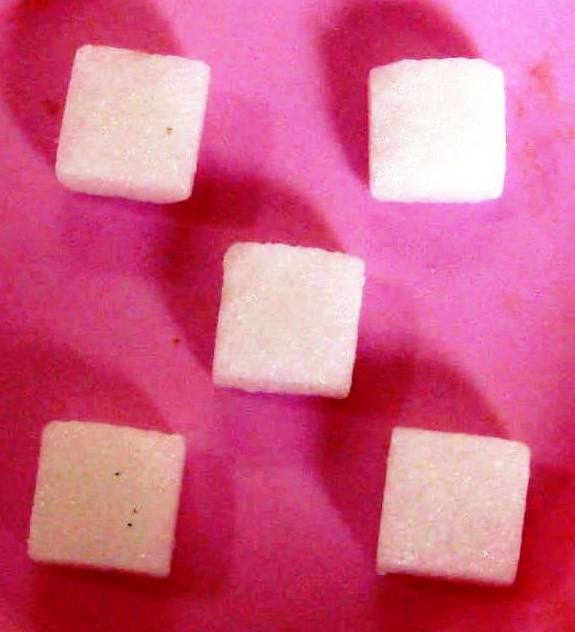
Khối long não

Long não là một chất rắn kết tinh màu trắng hay trong suốt giống như sáp với mùi thơm hăng mạnh đặc trưng. Nó là một loại terpenoid với công thức hóa học C10H16O. Nó được tìm thấy trong gỗ của cây long não (Cinnamonum camphora), một loại cây thân gỗ lớn thường xanh, mọc ở châu Á, đặc biệt là Borneo, Indonesia và một vài loại cây gỗ có quan hệ họ hàng khác trong họ Nguyệt quế, đáng chú ý là Ocotea usambarensis ở Đông Phi. Nó cũng có thể được tổng hợp từ nhựa thông. Nó được sử dụng vì mùi của nó, trong vai trò của các chất lỏng để ướp và cho các mục đích y học.
Long não được Gustaf Komppa tổng hợp nhân tạo lần đầu tiên vào năm 1903. Trước đó, một số hợp chất hữu cơ (chẳng hạn urê) cũng đã được tổng hợp trong phòng thí nghiệm, nhưng khi đó long não là một sản phẩm ít có trong tự nhiên và lại với nhu cầu rộng khắp thế giới nên nó đã được Komppa bắt đầu sản xuất ở quy mô công nghiệp tại Tainionkoski, Phần Lan năm 1907 như là chất tổng hợp toàn phần công nghiệp đầu tiên.

## Độ hòa tan
Long não hòa tan kém trong nước, chỉ khoảng 0,12 g/100 ml nước ở 25 °C nhưng nó hòa tan khá tốt trong các dung môi khác như axít axetic (~200 g/100 ml), êtanol (~100 g/100 ml), axêton (~250 g/100 ml), ête (~100 g/100 ml) hay clorofom (~200 g/100 ml) ở điều kiện tương tự.

## Sử dụng
Ngày nay long não được sử dụng làm tác nhân làm mềm cho xenluloza nitrat, cũng như để làm các viên băng phiến để chống côn trùng làm hại quần áo, cũng như là chất khử trùng, trong ướp thơm và trong các loại pháo hoa. Các tinh thể long não cũng được dùng để ngăn chặn thương tổn do bị các loại côn trùng nhỏ cắn. Một số dạng thuốc mỡ chống ngứa có sử dụng long não như là thành phần hoạt tính chủ yếu. Nó cũng được sử dụng trong y học. Long não dễ dàng hấp thụ qua da và tạo ra cảm giác mát tương tự như tinh dầu bạc hà (menthol) và có tác dụng như là một chất gây tê và khử trùng nhẹ cục bộ. Nó cũng thể uống với lượng nhỏ (50 mg) đối với các triệu chứng bệnh tim nhỏ cũng như mệt mỏi. Long não cũng được sử dụng như là một loại hương liệu trong các loại đồ ngọt ở Ấn Độ và châu Âu. Người ta cũng cho rằng long não đã từng được dùng làm hương liệu trong các loại bánh kẹo tương tự như kem ở Trung Quốc trong thời kỳ nhà Đường.
Trong các lễ tế puja của đạo Hindu, long não cũng được dùng để thắp sáng ngọn lửa cho nghi lễ aarti.

## Độc tính học
Với một lượng lớn, nó là một chất gây ngộ độc khi nuốt phải và có thể gây ra tai biến ngập máu, rối loạn, kích thích và hiếu động thái quá. Năm 1980, FDA Hoa Kỳ đã đặt giới hạn 11% long não cho phép trong các sản phẩm tiêu dùng và cấm toàn bộ các sản phẩm dán nhãn là camphorated oil, camphor oil, camphor liniment, camphorated liniment (các loại dầu long não) (nhưng long não lại không có mặt trong "white camphor essential oil"-tinh dầu long não trắng).

## Phản ứng
Các phản ứng điển hình mà long não tham gia là:
- Brom hóa

- oxy hóa bằng axít nitric

- Chuyển hóa thành isonitrosocamphor

Long não cũng có thể bị khử thành isoborneol bằng bohiđrua natri.

## Tổng hợp sinh học
Trong tổng hợp sinh học, long não được sản xuất từ geranyl pyrophotphat, thông qua đóng vòng của linaloyl pyrophotphat thành bornyl pyrophotphat, tiếp theo là thủy phân thành borneol và oxy hóa thành long não.